# Гемоторакс

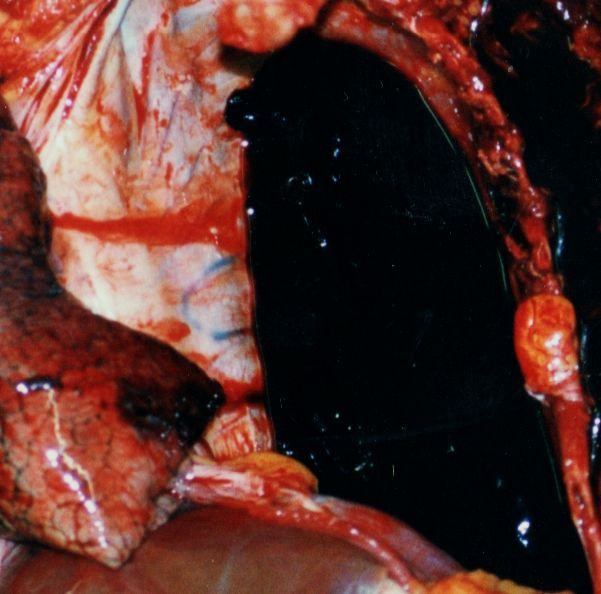
Кров у плевральній порожнині — гематоракс

Гемоторакс (від дав.-гр. αἷμα — кров та θώραξ — грудна клітина, синонім — гематоторакс) — поява та накопичення крові у плевральній порожнині грудної клітки. Гемоторакс може бути результатом проникаючої або тупої травми та часто супроводжується пневмотораксом (гемопневмотораксом). Кожен геміторакс (гематоракс одної половини грудної клітки) може вмістити 40 % об'єму циркулюючої крові пацієнта. Дослідження показали, що пошкодження міжреберних судин (наприклад, внутрішніх грудних артерій і легеневих судин) призводить до значної кровотечі, що вимагає інвазивного лікування.

## Історія
Опис гематоракса як ускладнення поранення грудей зустрічаються вже у лікарів середньовіччя Парацельса, А. Паре. В період хрестових походів та середньовіччя багато лікарів в своїх працях звертали увагу на необхідність видалення крові з порожнини грудної клітини та необхідність лікування ран грудної клітки отриманих в бою, однак не змогли виробити єдиний підхід до проблеми. В XVI сторіччі, французькій військовий хірург Амбруаз Паре описав діагностику проникаючого поранення грудної клітки, а в 1575 році процитував Джовані да Віго, відомого італійського хірурга та лікаря папи Юлія II, який був одним з перших хірургів, які обговорювали в свої працях вогнепальні поранення, в тому числі грудної клітки. За словами Паре, рану слід залишати відкритою, якщо в грудній клітці є кров, тому що якщо її закрити,кров «розкладатиметься і гнитиме» і «спровокуватиме лихоманку, фістулу та інші ускладнення». У цих випадках він тримав рану відкритою два-три дні, поки кров витікала під дією сили тяжіння, а потім закривав її, коли відтік крові припинявся.
Віра у важливість видалення залишків крові з грудної рани зберігалася в XVIІ та XVIІІ століттях і призвела до практики відсмоктування ран. Барабанщики, які часто були членами військового полку, відсмоктували рану, а потім накладали компреси та перев'язки. Ла Мотт, шанований хірург того періоду, спочатку скептично ставився до здатності відсмоктування загоювати рани грудей і живота, але описав спостереження за роботою спеціальної присоски, що призвело до його схвалення такої практики. Ця техніка загоєння тілесних ран стала настільки загальноприйнятою, що представники знатних і вищих класів приносили з собою присоски для ран, коли йшли на дуель. У 1707 році Домінік Анель описав метод відсмоктування ран за допомогою срібної трубки, прикріпленої до поршневого шприца, який замінив людський рот. За допомогою цього пристрою хірург міг виконувати процедуру, і вона була перейменована в аспіраційну. Далі Анель розробив канюлю, яка дозволяла вводити катетер у плевральну порожнину, а не просто накладати на краї рани.
Перші науково обґрунтовані рекомендації щодо лікування гематоракса належать М. І. Пирогову. До кінця 19 ст. існувала тактика лікування гемоторакса пізніми (на 3-5-й день після поранення) пункціями. У 1916 р. на XIV з'їзді російських хірургів багато хірургів (зокрема, Л. Р. Стуккей) виступили за активну тактику при відкритих пораненнях грудей, у тому числі і при гемотораксі. Однак ранні плевральні пункції при гемотораксі почали застосовувати лише у час бойових дій річці Халхін-Гол (М. Н. Ахутпін, А. А. Вишневський). На початку Другої світової війни відновлення функції легенів було основною метою лікування грудної рани, з наголосом на обробці рани та дренуванні плевральної порожнини. Вважалося, що розміщення трубки в грудну клітину для видалення крові та заміни крові повітрям під тиском може допомогти уникнути необхідності у відкритій торакотомії у пацієнтів із постійною внутрішньогрудною кровотечею, але пункція все ще рекомендувалася як лікування першої лінії. Сучасні принципи лікування гематоракса в радянському союзі були розроблені під час Великої Вітчизняної війни В. І. Колесовим, П. А. Купріяновим, В. С. Левітом та ін.

## Причини

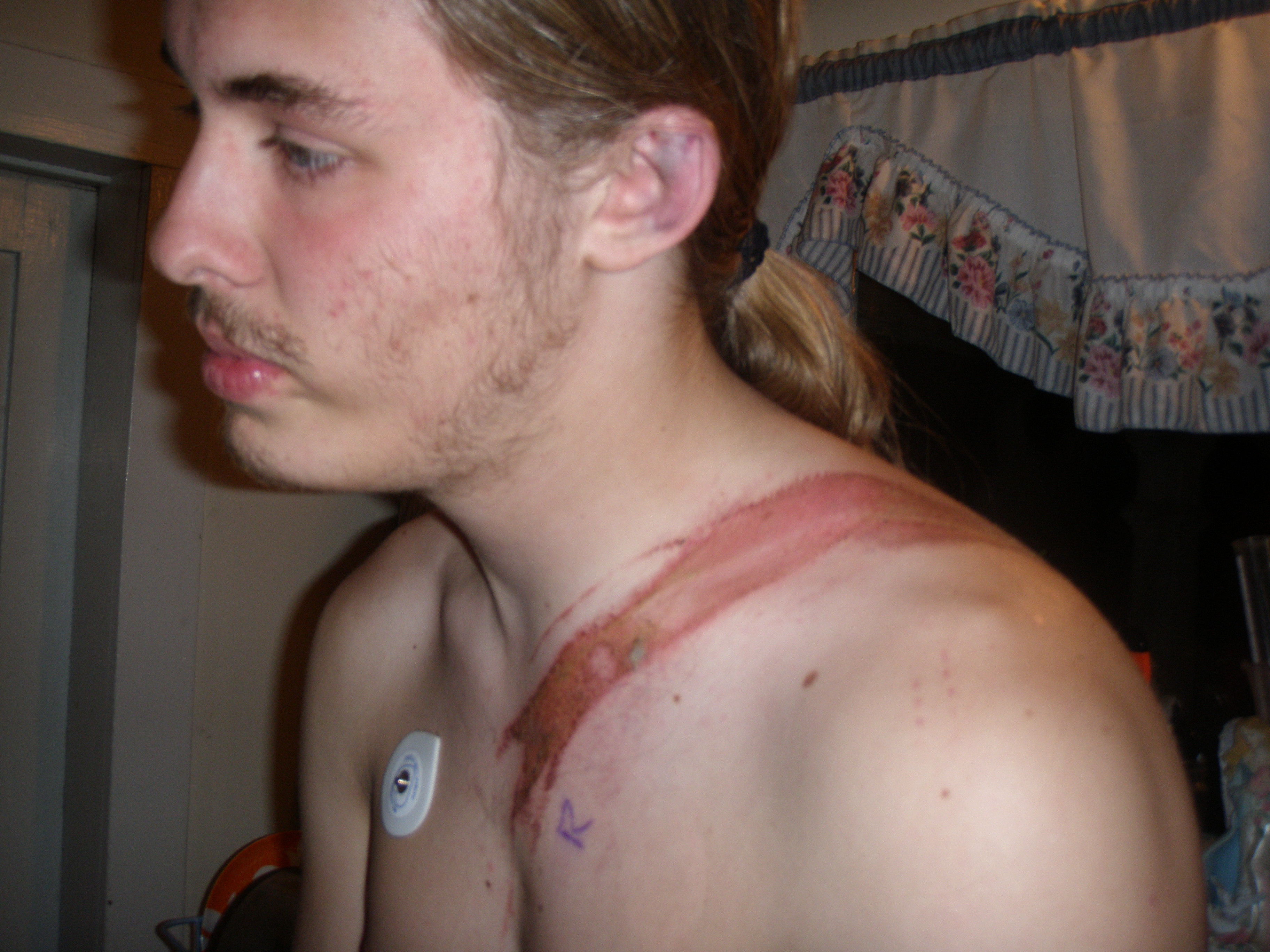
Пацієнт з травмою грудної клітини внаслідок ДТП (сліди автомобільного паска безпеки). Така травма є частою причину розвитку гемоторакса у цивільних

Вогнепальні поранення грудної клітки основна причина розвитку гематоракса у військових. На фото військовий тренується надавати допомогу при такому поранені на манекені

Найчастішою причиною гематоракса є ушкодження легень. За даними В. І. Колесова (1949), частота гематоракса у Велику Вітчизняну війну при проникаючих пораненнях грудної клітки варіювала в межах 55—80 %. У мирний час, за E. М. Вагнер (1969), при закритих травмах грудей, що супроводжуються ушкодженням легень, стан спостерігається у 25,9 % хворих; частіше він буває (30,2 %) при травмах із пошкодженням кісток, ніж без ушкоджень їх (12,4 %).
30-50 % пацієнтів із тяжкою тупою травмою грудної клітки мали супутній забій легень, пневмоторакс та гемоторакс. Пневмоторакс, гемоторакс чи гемопневмоторакс були виявлені у 72,3 % випадків травматичних переломів ребер
Гематоракс утворюється при порушенні цілості або збільшення проникності судин легень, плеври або грудної стінки, середостіння,міокарда, діафрагми або черевної порожнини. При травмах частіше за інших ушкоджуються судини легень. Кількість крові, що виливається в плевральну порожнину залежить від ступеня руйнування легені та локалізації поранення. Ушкодження периферичних відділів легені зазвичай супроводжуються малим або середнім гематораксом, поранення в області кореня легені з пошкодженням магістральних судин — супроводжуються масивною та швидкою кровотечею (великий гематоракс) і майже завжди смертельні.
Хірургічне втручання в області грудної клітки також може стати причиною розвитку гематоракса.
Нетравматичні причини гемотораксу зустрічаються рідше. Причинам зазвичай є ятрогенні процеси, секвестрацію легенів, судинні процеси, неоплазії, коагулопатії та інфекційні процеси.

## Класифікація
В залежності від кількості крові в плевральній порожнині:
- малий — кров частіше займає тільки синуси плевральної порожнини[1][4]
- середній — рівень крові досягає кута лопатки[1][4]
- великий (тотальний) — займає всю або майже всю плевральну порожнину.[1][4] Масивний (великий) гемоторакс найчастіше визначається як швидке накопичення ≥ 1000 мл крові. Геморагічний шок при цьому виді гемоторакса є розповсюдженим явищем.[3]

Окремо виокремлюють обмежений гемоторакс (зазвичай малий) — кров за рахунок плевральних спайок або швидкого зсідання, накопичується в окремих ділянках плевральної порожнини. В залежності від локалізації виділяють — верхівковий, міждольовий, піддіафрагмальний, паракостальний, парамедіастінальный.
Виокремлюють гемоторакс з кровотечею яка зупинилася або продовжується. В залежності від інфікування крові в плевральній порожнині, гематоракс поділяють на інфікований (піогемоторакс) або неінфікований. У випадку, якщо кров зсілася в плевральній порожнині, гематоракс визначають як зсівшився.
По сполученню плевральної порожнини з атмосферою гематоракс буває:
- відкритий[4]
- закритий[4]

За наявності одночастного накопичення крові та повітря в плевральній порожнині, цей стан визначається як гемопневмоторакс. Підвищення тиску в плевральній порожнині при накопичені повітря та крові також може викликати — напружений пневмоторакс, невідкладний стан, який потребує негайної декомпресії грудної клітки.

## Діагностика

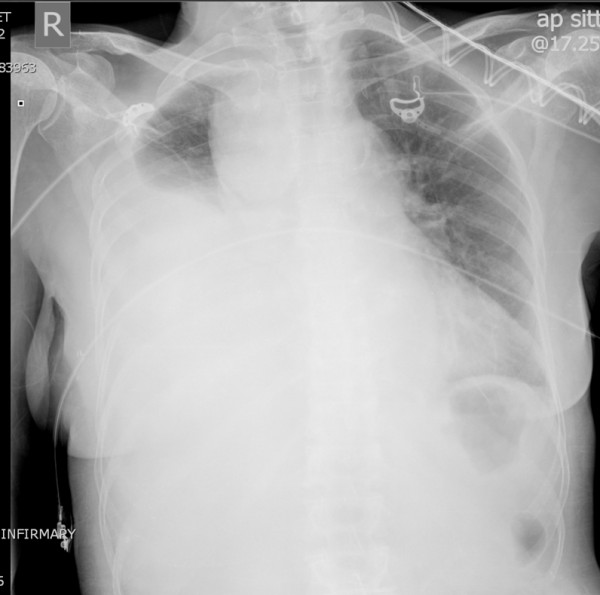
Правосторонній гематоракс на рентгенограмі грудної клітки

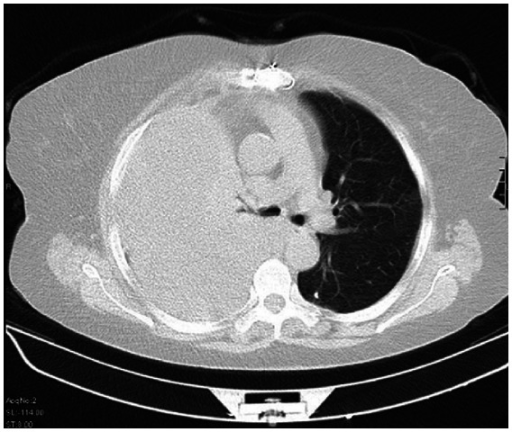
КТ грудної клітки — лівосторонній тотальний гемопневмоторакс у пацієнта на фоні прийому антикоагулянтів (варфарін)

Гемоторакс на УЗД. Буква В-кров в плевральні порожнині

Гемоторакс підозрюється на підставі симптоматики та даних фізичного обстеження.
Це, по-перше, ознаки крововтрати (блідість шкірних покривів та слизових, тахікардія, падіння показників артеріального тиску); по-друге, ознаки накопичення рідини в плевральній порожнині — укорочення перкуторного звуку над відповідною половиною грудної клітки, відсутність або послаблення дихання, зміщення середостіння у здоровий бік. При аускультації легень, важливо знати, що якщо хворий лежить на спині, то кров накопичується під легенею, і воно плаває над кров'ю, тому при вислуховуванні грудей фонендоскопом дихання спереду добре проводиться, лікар вважає, що крові у плевральній порожнині немає, а вона ззаду, і її там може бути багато. Тому слухати легені у лежачого треба неодмінно і з боку спини.
Важливі компоненти анамнезу включають біль у грудях, задишку, механізм травми (падіння, напрямок і швидкість), вживання наркотиків/алкоголю, супутні захворювання, анамнез хірургічного втручання та антикоагулянтну/антитромбоцитарну терапію.
Клінічні ознаки гемотораксу широкі і можуть збігатися з пневмотораксом; вони включають респіраторний дистрес, тахіпное, ослаблення або відсутність дихальних шумів, тупість при перкусії, асиметрію грудної стінки, девіацію трахеї, гіпоксію, вузький пульсовий тиск і гіпотензію. При огляді стінки грудної клітки на ознаки забою, садна, «ознак пристібання ременя безпеки», проникаючі поранення, парадоксальні рухи грудної клітки, екхімози, деформації, крепітацію та точкову болючість. Розширені вени шиї свідчать про пневмоторакс або тампонаду перикарда, але цей симптом може бути відсутнім у разі гіповолемії. Збільшення частоти дихання, зусилля при вдиху та використання допоміжних м'язів можуть бути ознаками загрози дихальної недостатності.
Діагноз, як правило, підтверджується:
- Рентгенографією грудної клітини.[3][4] Щоб бути візуально помітним при рентгенографії зазвичай необхідно приблизно 500 мл крові в плевральні порожнині.[3] На рентгенограмі (знімки бажано робити в вертикальному положенні — стоячи або сидячи) — горизонтальний рівень, якщо в плевральній порожнині є повітря (гемопневмоторакс). Знімки, виконані в горизонтальній позиції («лежачи»), часто бувають малоінформативні — при незначному затемненні всієї половини грудей на стороні пошкодження при пункції можна отримати до 1 л крові[1]
- Іноді використовують УЗД протокол E-FAST.[3] Численні дослідження показали, що УЗД грудної клітки є цінним інструментом у діагностичному підході до пацієнтів із тупою травмою грудної клітки[2]
- КТ грудної клітини.[3] КТ є кращим методом оцінки внутрішньогрудних ушкоджень; однак КТ може бути неможливо провести для нестабільного пацієнта з травмою. Крім того, у невеликих лікарнях може бути недоступним апарат КТ.[2]

Аспірація крові з плевральної порожнини при пункції — достовірна діагностична ознака гемоторакса. Певні діагностичні труднощі виникають при згорнутому гематороксі, коли при плевральній пункції вдається отримати лише невелику кількість темної крові.
Проба Рувілуа-Грегуара. Проводять пункцію плевральної порожнини: якщо кров в шприці згортається — кровотеча продовжується, якщо не згортається — кровотеча зупинилася або продовжується незначно.
Проба Петрова. Отриману кров при пункції (2-3 мл) розводять в 5 раз більшою кількістю дистильованої води — настає гемоліз еритроцитів (рідина червона). Якщо вона прозора — інфікування немає, якщо каламутна — інфікована.
Гемоторакс необхідно відрізняти від геморагічного ексудату, якій спричинений домішкою крові. Найчастішою причиною такого ексудату є злоякісні пухлини та інфаркт легені, а відмінними рисами — низький гематокрит і відсутність симптомів швидкої крововтрати.

## Лікування

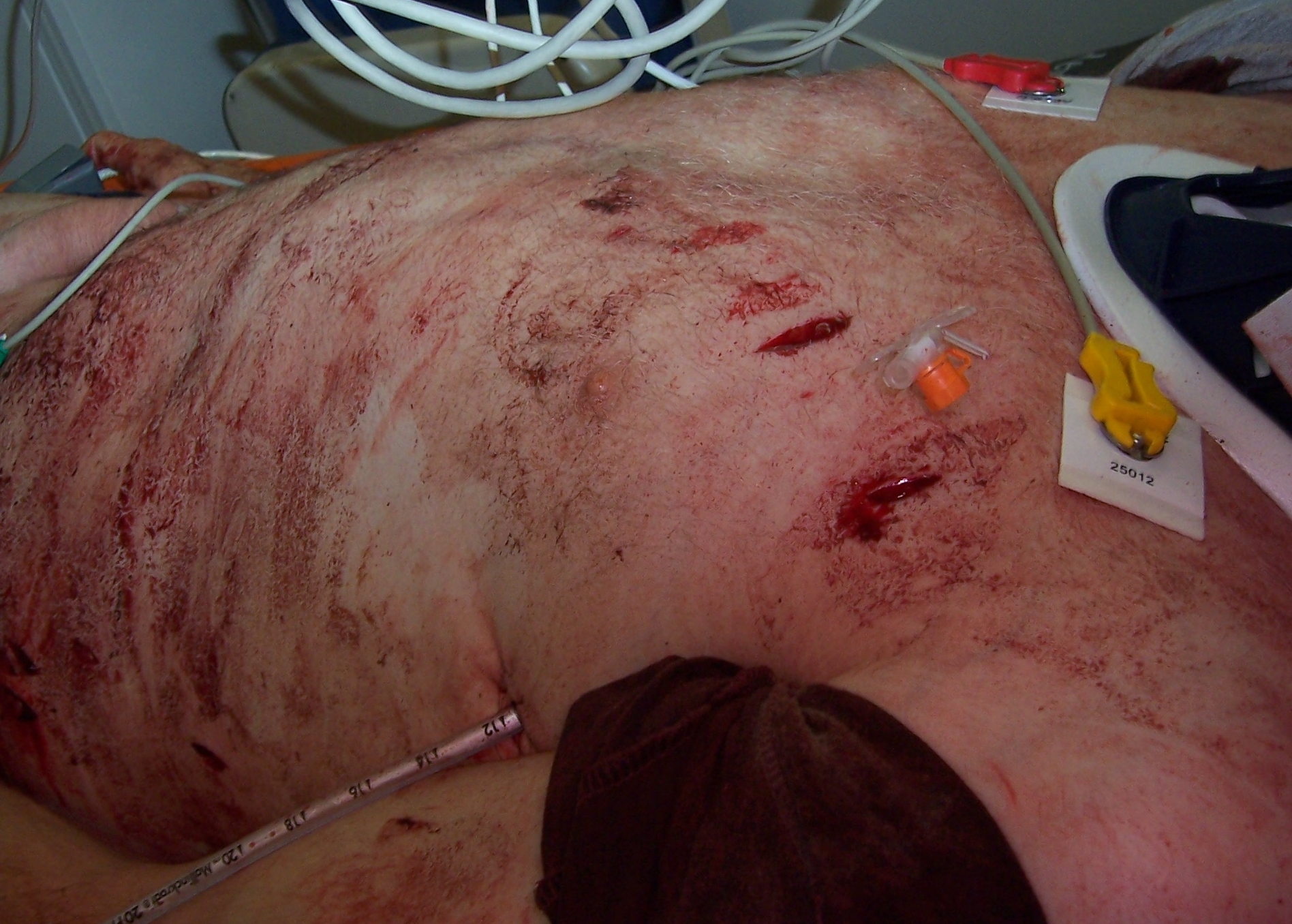
Пацієнт з проникаючими пораненнями грудної клітини (удари ножем) якому встановлений торакальний дренаж для лікування гематотораксу

Кровотеча у плевральну порожнину вимагає невідкладного лікування — дренування плевральної порожнини, а в разі його неефективності — видалення крові методом відеоторакоскопії або торакотомії.
При дренуванні плевральної порожнини проводять введення дренажу великого калібру (наприклад, від 28 до 38 за французькою шкалою діаметрів катетера) у п'яте або шосте міжребер'я на рівні середньої пахвової лінії. Дренування покращує вентиляцію, зменшує ризик гемотораксу, що згорнувся (який може призвести до розвитку емпієми або фібротораксу) і полегшує оцінку поточної крововтрати та діафрагмальної цілісності. Кров, зібрана за допомогою зондової торакостомії (дренування грудної клітки), може бути використана для аутотрансфузії, що знизить потребу в кристалоїдах та екзогенній крові.
Показанням до відеоторакоскопії або торакотомії є:
- початкова кровотеча > 1500 мл[2][3][8]
- триваюча кровотеча (втрата крові >400мл/год впродовж 2–3 год або 200—300 мл/год впродовж 6 год)[2][3][6][8]
- підозра на тампонаду серця[2][6]
- пошкодження великих судин[6]
- некротичні зміни плеври[6]
- рана грудної клітки та масивне потрапляння повітря з бронху[6]
- респіраторні або гемодинамічні порушення або необхідність повторних гемотрансфузій[3]

Швидка евакуація крові з плевральної порожнини зменшує ймовірність фіброзування плеври.
Хворий з гемотораксом, що згорнувся, потребує лікування в умовах спеціалізованого відділення торакальної хірургії.

## Ускладнення
Здавлення легені, особливо виражене при середньому та великому гемотораксі, а також при гемопневмотораксі, супроводжується зменшенням дихальної об'єму легені та посилює розлади дихання та кровообігу. Зміщення середостіння зі стисненням порожнистих вен і легеневих судин у свою чергу несприятливо впливає на гемодинаміку. Особливо це виражено при відкритому гемопневмотораксі, що супроводжується флотацією середостіння та плевро-пульмональним шоком.
Також ускладненнями гематоракса є:
- бактеріальне зараження і емпієма плеври[6]
- фіброз плеври[6]